# Нивиці
Ни́виці — село в Україні, у Шептицькому районі Львівської області. Населення становить 995 осіб.

## Історія
Перша письмова згадка про с. Нивиці датується 1587 роком. Церква у Нивицях збудована 1878 р., очевидно, на місці попередньої, теж дерев'яної.
1 квітня 1930 р. вилучена частина сільської гміни Нивиці Радехівського повіту Тернопільського воєводства і включена до сільської гміни Станіславчик Бродського повіту, 15 червня 1934 р. — ще значна частина земель села Нивиці передана селу Станіславчик.
На 1 січня 1939-го в селі з 1520 жителів було 1410 українців-греко-католиків, 65 українців-латинників, 20 поляків і 25 євреїв.
27 січня 1944 червоні партизани загону особливого призначення НКВД «Победители» під командуванням Дмітрія Медведєва в с. Нивиці спалили стодолу із замкненими в ній селянами-українцями. Перед тим їх по-садистськи катували, відрізаючи пилами і відрубуючи сокирами руки та ноги. Всього замордовано і спалено 25 (або 29) селян. Це була помста «мєдвєдєвців» за дошкульні втрати у сутичці із маленьким, 17 осіб, відділом українських повстанців, 11 з яких загинули в цьому бою. Серед полеглих був Роман Сеньків — талановитий художник, давній член ОУН, засуджений на Львівському процесі (1936) до 15 років ув'язнення за участь в атентаті на провокатора польської поліції і за те, що намалював план радянського консульства та портрети його працівників, якими користувався при атентаті Микола Лемик.
У Нивицях «побєдітєлі» спалили кілька десятків господарств, як теж у сусідньому селі Трійця. Полеглих селян і повстанців поховано на сільському цвинтарі, а Медведєву через кілька місяців присвоєно звання «героя Совєтского Союза».
Найстаршим із загиблих був Леонід Панасюк (1889 р. н.), наймолодшою Ганна Смаль (1928 р. н.).

## Населення

### Мова
Розподіл населення за рідною мовою за даними перепису 2001 року:
| Мова            | Кількість | Відсоток |
| --------------- | --------- | -------- |
| українська      | 994       | 99.9%    |
| інші/не вказали | 1         | 0.1%     |
| Усього          | 995       | 100%     |

## Пам'ятки
- Топорівське — заповідне урочище місцевого значення.

## Відомі люди
Уродженцями села є:
- Казанівський Богдан — виконувач обов'язків тимчасового команданта Львова після проголошення Акту про відновлення Незалежности України.
- Кононович Федір — керівник Бібрецького районного проводу ОУН, лицар Срібного хреста заслуги УПА.
- Шишка Роман Богданович — український учений-правознавець. Доктор юридичних наук, професор. Академік АН ВШ України.